# Ярівська селищна рада
Ярівська се́лищна ра́да — адміністративно-територіальна одиниця та орган місцевого самоврядування у Лиманському районі Донецької області. Адміністративний центр — селище міського типу Ярова.

## Загальні відомості
- Населення ради: 2 877 осіб (станом на 2001 рік)

## Населені пункти
Селищній раді підпорядковані населені пункти:
- смт Ярова
- с. Олександрівка
- с-ще Соснове

## Склад ради
Рада складається з 20 депутатів та голови.
- Голова ради: Богуславський Олег Миколайович
- Секретар ради: Козацька Надія Андріївна

### Керівний склад попередніх скликань
| Прізвище, ім'я, по батькові    | Основні відомості                                                        | Дата обрання | Дата звільнення |
| ------------------------------ | ------------------------------------------------------------------------ | ------------ | --------------- |
| Бибко Микола Йосипович         | Селищний голова, 1954 року народження, член Партії регіонів              | 26.03.2006   | 17.12.2008      |
| Богуславський Олег Миколайович | Селищний голова, 1974 року народження, освіта вища, безпартійний         | 03.05.2009   | 31.10.2010      |
| Богуславський Олег Миколайович | Селищний голова, 1974 року народження, освіта вища, член Партії регіонів | 31.10.2010   |                 |

Примітка: таблиця складена за даними сайту Верховної Ради України

### Депутати
За результатами місцевих виборів 2010 року депутатами ради стали:

#### За суб'єктами висування
| Суб'єкт висування           | Кількість обраних депутатів | %  |
| --------------------------- | --------------------------- | -- |
| Партія регіонів             | 16                          | 80 |
| Комуністична партія України | 3                           | 15 |
| Самовисування               | 1                           | 5  |

#### За округами
| № округу                    | Прізвище, ім'я, по батькові    | Дата визнання обраним | Освіта  | Партійна приналежність            | Відомості про обраного депутата                                      |
| --------------------------- | ------------------------------ | --------------------- | ------- | --------------------------------- | -------------------------------------------------------------------- |
| Комуністична партія України |                                |                       |         |                                   |                                                                      |
| 4                           | Труш Геннадій Миколайович      | 03.11.2010            | середня | член Комуністичної партії України | Вагонне депо м. Красний Лиман, оглядач вагонів                       |
| 8                           | Недоступ Віктор Семенович      | 03.11.2010            | середня | позапартійний                     | пенсіонер                                                            |
| 15                          | Бєлікова Катерина Спартаківна  | 03.11.2010            | середня | член Комуністичної партії України | пенсіонер                                                            |
| Партія регіонів             |                                |                       |         |                                   |                                                                      |
| 1                           | Сидоренко Василь Іванович      | 03.11.2010            | середня | позапартійний                     | ППЧ-104 м. Слов'янськ, рятувальник                                   |
| 2                           | Онищенко Анна Вікторівна       | 03.11.2010            | вища    | позапартійна                      | Національна Академія міського господарства м. Харків, студентка      |
| 3                           | Кузьміна Єлизавета Петрівна    | 03.11.2010            | середня | позапартійна                      | Філія Ощадбанку 2870/036 смт Ярова, касир                            |
| 5                           | Негодуйко Василь Іванович      | 03.11.2010            | вища    | позапартійний                     | TOB «БУТ», директор                                                  |
| 6                           | Глухенька Світлана Юріївна     | 03.11.2010            | середня | член Партії регіонів              | Ярівська селищна рада, спеціаліст по роботі з громадськістю          |
| 7                           | Козацька Надія Андріївна       | 03.11.2010            | середня | член Партії регіонів              | Ярівська селищна рада, секретар                                      |
| 9                           | Швецова Лариса Володимирівна   | 03.11.2010            | середня | член Партії регіонів              | Ярівська ЗОНІ, секретар                                              |
| 10                          | Гніденко Галина Петрівна       | 03.11.2010            | середня | позапартійна                      | шпиталь інвалідів ВВВ, м. Святогірськ, медична сестра                |
| 11                          | Горбатих Віктор Іванович       | 03.11.2010            | середня | член Партії регіонів              | база відпочинку «Авіатор» м. Святогірськ, директор                   |
| 12                          | Подгорний Микола Тимофійович   | 03.11.2010            | середня | позапартійний                     | Фермерське господарство «Колос», голова фермерського господарства    |
| 13                          | Зірка Микола Васильович        | 03.11.2010            | вища    | позапартійний                     | храм с. Ярова, настоятель Свято-Казанської церкви                    |
| 14                          | Панченко Вадим Миколайович     | 03.11.2010            | середня | позапартійний                     | МВВС України м. Святогірськ, помічник чергового                      |
| 16                          | Гетьман Олександр Анатолійович | 03.11.2010            | середня | член Партії регіонів              | Олександрівський навчально-виховний комплекс, кочегар                |
| 17                          | Гусак Василь Іванович          | 03.11.2010            | середня | позапартійний                     | Фермерське господарство «Вікторія», голова фермерського господарства |
| 18                          | Сайфулаєв Хейраддін Байрамович | 03.11.2010            | середня | позапартійний                     | тимчасово не працює                                                  |
| 20                          | Осипенко Віктор Васильович     | 03.11.2010            | середня | член Партії регіонів              | Національний природний парк «Святі гори», інженер-механік            |
| Самовисування               |                                |                       |         |                                   |                                                                      |
| 19                          | Овчаренко Віктор Андрійович    | 03.11.2010            | середня | член Комуністичної партії України | пенсіонер                                                            |